# Baba Yaga (film)
Baba Yaga è un film horror erotico italiano del 1973 scritto e diretto da Corrado Farina, liberamente tratto dal fumetto Baba Yaga: il fascino delle streghe della serie Valentina di Guido Crepax.

## Trama
Valentina Rosselli, spregiudicata fotografa d'arte e attualità, viene quasi investita dall'auto di una stravagante signora di mezza età, la strega Baba Yaga, che, dopo averla soccorsa, la invita a casa sua per fotografare una collezione di gioielli e anticaglie. Quando Valentina va da lei, riceve in dono una strana bambola che, sincronizzata con la sua macchina fotografica, lancia dardi avvelenati contro i suoi soggetti; poi la bambola si trasforma in una donna ambigua e succinta, Annette: non è che l'inizio di una lunga serie di eventi misteriosi con i quali Baba Yaga sembra tessere, intorno alla fotografa, una fitta rete di seduzione e morte.
In procinto di cadere vittima del raptus lesbico-sadico di Baba Yaga e Annette, Valentina è soccorsa da Arno, il suo compagno: Annette torna a essere una bambola e si frantuma, mentre Baba Yaga precipita all'inferno cadendo in un buco del pavimento. A tragedia consumata si scopre che la casa è disabitata da anni, il buco si affaccia su una cantina polverosa e di Baba Yaga nessuno sa nulla.

## Produzione
Come ricorda il regista, il film nacque dopo il cortometraggio documentario Freud a fumetti, che riguardava il lavoro di Crepax. Inizialmente la società di produzione 14 luglio mise a disposizione 60 milioni di lire, mentre per il ruolo di Valentina furono provinate Stefania Casini e Isabelle de Funès. Il personaggio di Philip Rembrandt fu sostituito da Arno Treves, interpretato dall'attore George Eastman.
Le riprese durarono due mesi e furono completate con l'aiuto di Crepax; Farina montò una versione di 1 ora e 40 minuti, approvata dalla 14 luglio. Successivamente Simone Allouche tagliò 20 minuti dal film; a questo punto Farina citò la produzione in causa e vinse con l'aiuto di Tinto Brass.
Dopo una scarsa distribuzione nel '73, dovuta al montaggio definito "stuprato", agli ostacoli di Allouche e della censura, Farina ha rimontato il film per il quarantesimo anniversario, reintegrandovi le scene recuperabili.

## Distribuzione
Il film fu vietato ai minori di 18 anni nella prima versione italiana, montata senza il consenso di Farina, che non ne fu soddisfatto. La censura tagliò molte scene. Il limite fu abbassato a 14 per il passaggio in TV, mentre la versione integrale distribuita recentemente in DVD è priva di visto censura non essendo stata distribuita nelle sale.

## Colonna sonora
La colonna sonora composta da Piero Umiliani, non è mai stata pubblicata su alcun supporto fonografico. L'unica traccia reperibile è il brano Open Space, utilizzato nei titoli di testa del film, presente quale prima traccia nell'album di sonorizzazioni del 1973 To-Day's Sound dello stesso Umiliani.

## Critica
«La censura eliminò la scena madre per non mostrare la strega Carroll Baker senza veli.» *½